# Forcipomyia poluaineae
Forcipomyia poluaineae är en tvåvingeart som beskrevs av Ingram och John William Scott Macfie 1931. Forcipomyia poluaineae ingår i släktet Forcipomyia och familjen svidknott. Inga underarter finns listade i Catalogue of Life.